# Henri Fromageot

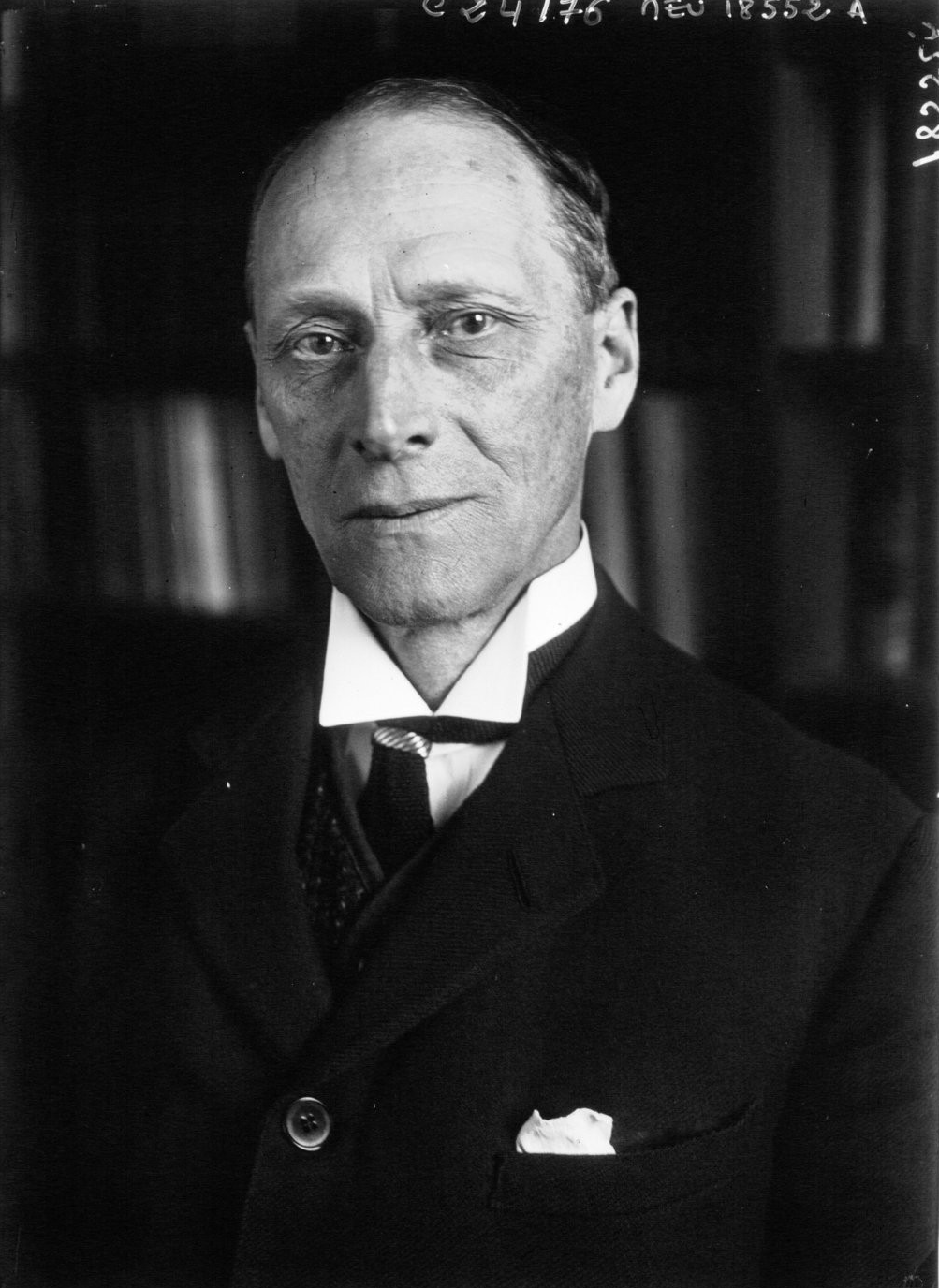

Henri-Auguste Fromageot (* 10. September 1864 in Versailles; † 11. September 1949 ebenda) war ein französischer Jurist und Diplomat. Er vertrat sein Heimatland bei einer Reihe von internationalen Konferenzen sowie bei den Sitzungen der Versammlung, des Rates und verschiedener Kommissionen des Völkerbundes. Von 1929 bis 1942 wirkte er als Richter am Ständigen Internationalen Gerichtshof.

## Leben
Henri Fromageot wurde 1864 in Versailles geboren und studierte Rechtswissenschaften an den Universitäten Paris, Leipzig und Oxford. 1891 beendete er sein Studium mit dem Doktorat an der Universität Paris, an der er für seine Studienleistungen ebenso wie in den landesweiten Vergleichsprüfungen jeweils eine Goldmedaille erhielt. In der Folgezeit fungierte er als langjähriger Rechtsberater des französischen Außenministeriums, das ihn außerdem mit verschiedenen diplomatischen Missionen betraute. Darüber hinaus nahm er als Delegierter seines Heimatlandes an verschiedenen internationalen Tagungen teil, so beispielsweise 1907 an der zweiten Haager Friedenskonferenz, 1919 an der Pariser Friedenskonferenz sowie ab 1920 an den Sitzungen der Versammlung, des Rates und verschiedener Kommissionen des Völkerbundes. Er gehörte auch dem Ständigen Schiedshof in Den Haag an und war Mitglied beziehungsweise Berater in verschiedenen Schiedsgerichten und Schlichtungskommissionen zur Beilegung internationaler Konflikte.
Am 19. September 1929 wurde er zum Richter am Ständigen Internationalen Gerichtshof (StIGH) gewählt, dem er zuvor bereits als Ad-hoc-Richter angehört hatte. Er folgte dabei seinem zuvor im Amt verstorbenen Landsmann André Weiss und fungierte zunächst für die Dauer von dessen verbliebener Amtszeit bis zum 31. Dezember 1930. Bei den regulären Richterwahlen am 25. September 1930 wurde er für weitere neun Jahre wiedergewählt, seine Amtszeit begann am 1. Januar 1931. Da die nächsten geplanten Richterwahlen aufgrund des Beginns des Zweiten Weltkrieges jedoch nicht mehr stattfanden, verblieb er bis nach dem Ende des Zweiten Weltkrieges im Amt, auch wenn die Aktivitäten des Ständigen Internationalen Gerichtshofs kriegsbedingt bereits 1942 eingestellt wurden. Er trat im Juni 1945 aus Alters- und Gesundheitsgründen zurück und starb vier Jahre später in seiner Heimatstadt Versailles. Sein Nachlass befindet sich im Archiv des französischen Außenministeriums.

## Auszeichnungen
Henri Fromageot gehörte ab 1908 dem Institut de Droit international an und war Kommandeur der französischen Ehrenlegion. Die Amerikanische Gesellschaft für internationales Recht ernannte ihn 1925 zu ihrem Ehrenmitglied.

## Werke (Auswahl)
- De la double nationalité des individus & des sociétés. Paris 1892
- Code maritime Britannique: loi anglaise sur la marine marchande. Paris 1896
- La Jurisprudence de la Cour Suprême des États-Unis en matière de prises pendant la guerre Hispano-Américaine. Paris 1901